# Moloma
Die Moloma (russisch Молома) ist ein 419 Kilometer langer rechter Nebenfluss der Wjatka nördlich der Wolgaregion im europäischen Teils Russlands.

## Verlauf
Die Moloma entspringt im nördlichen Teil des Nordrussischen Landrückens (Sewernyje Uwaly) an der Grenze
der Oblast Kirow zur Oblast Wologda in etwa 180 m Höhe. Die Quelle, die ersten mehreren Hundert Meter und ein weiterer kurzer Abschnitt des Flusses liegen auf dem Territorium der Oblast Wologda, bevor er sich nach Osten und dann nach Südosten wendet und auf seiner gesamten Länge durch die Oblast Kirow fließt. Der Fluss durchquert die zentrale Achse des Landrückens in einem breiten Tal, wobei er die vorwiegend südliche Fließrichtung beibehält, bis er etwa acht Kilometer oberhalb der Stadt Kotelnitsch – gelegen an der Transsibirischen Eisenbahn – in 80 m Höhe in die Wjatka mündet.
Die wichtigsten Nebenflüsse der Moloma sind Wolmanga, Wondanka und Kobra von rechts sowie Kusjug und Tschubrjug von links.

## Hydrographie
Das Einzugsgebiet der Moloma umfasst 12.700 km². In Mündungsnähe erreicht der Fluss eine Breite von über 100 Meter bei einer Tiefe von über zwei Metern; die Fließgeschwindigkeit beträgt hier 0,4 m/s.
Die Moloma gefriert zwischen Anfang November und Ende April. Die Wasserführung 196 Kilometer oberhalb der Mündung (am Beginn des schiffbaren Teils und oberhalb der Einmündung größerer Nebenflüsse wie Wondanka und Kobra), beträgt im Jahresdurchschnitt 47,7 m³/s.

## Infrastruktur und Wirtschaft
Die Moloma ist ab der Siedlung Subor (bei Krasnoje) auf 204 km schiffbar.
Städte gibt es entlang der Moloma nicht, aber entlang des gesamten Flusses mit Ausnahme des äußersten Oberlaufes eine Vielzahl kleinerer Ortschaften. Die bedeutendsten sind Moloma, Krasnoje, Spasskoje, Kurino und Jurjewo. Besonders am Ober- und Mittellauf spielt die Forstwirtschaft eine große Rolle.
Unweit Jurjewo wird der Unterlauf der Moloma von der Fernstraße Wjatka überquert, die von Tscheboksary an der Wolga über das Oblastverwaltungszentrum Kirow nach Syktywkar, die Hauptstadt der Republik Komi, führt.